# Shahid Bahman Bagheri
Le Shahid Bahman Bagheri est un navire multimissions porte-aéronefs iranien, opéré par la Marine du corps des gardiens de la révolution islamique [CGRI] (IRGC). Il est issu de la transformation, de 2022 à 2024, du porte-conteneurs de 40 000 tonnes Perarin auquel a été ajoutée une piste oblique à tremplin, à la manière des porte-avions légers. Il est probablement nommé en l'honneur de Shahid (martyr) Bahman Bagheri, commandant de l'IRGC mort à Pathak, en Irak, dans un affrontement de la guerre Iran-Irak.
Les premières informations sur la conversion du Perarin au chantier naval de Bandar Abbas apparaissent en mai 2022. Son achèvement est révélé en août 2024. Le porte-aéronefs obtenu conserve la longueur du navire d'origine, soit 240 m. La piste oblique mesure 180 m (170 × 18 m selon une photo satellite). Son oblicité lui permet d'éviter le château arrière du porte-conteneur, qui a été conservé tel quel. Elle doit permettre de lancer des drones qui pourraient être des Mohajer-6, des Shahed-129, Fotros ou Kaman-12s. Le pont inférieur serait également capable de transporter une trentaine de vedettes de classe Achoura (en). 
Selon le contre-amiral Alireza Tangsiri, ce porte-drones sera aussi en mesure de lancer des « missiles de longue portée », et « d’accueillir des hélicoptères », une hélisurface est située sur la poupe du bateau. Et il a également été conçu pour « la guerre électronique ».

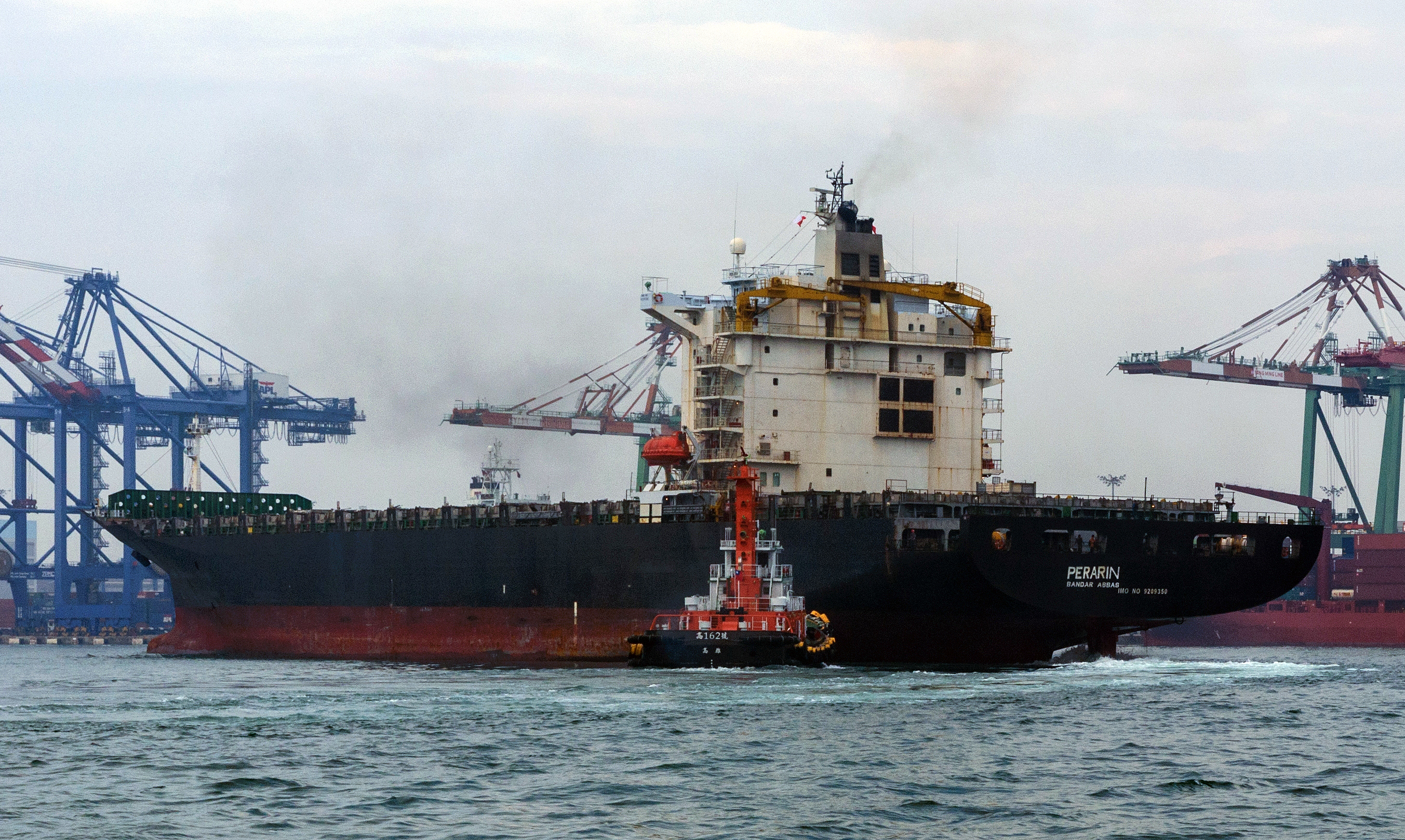
Le porte-conteneurs Perarin en 2013, avant sa transformation.